# Martin Goldstein (Mafioso)
Martin „Bugsy“ Goldstein (* 1905/1906; † 12. Juni 1941 im Sing-Sing-Gefängnis in Ossining, New York) war ein amerikanischer Mobster aus New York City. Wegen seiner jüdischen Herkunft wird er heute einer als „Kosher Nostra“ bezeichneten Gruppe von Verbrechern zugerechnet.

## Leben
Der unter dem Namen Meyer Goldstein geborene Goldstein war in den 1920er und 1930er Jahren zusammen mit Seymour Magoon in die Unterwanderung der Maler-Gewerkschaft („labor racketeering“) verstrickt. Als nach dem Krieg von Castellammare das National Crime Syndicate gebildet wurde, entstand die Murder, Inc. als zentrales Tötungsorgan, in denen vor allem Mobster der Kosher Nostra und La Cosa Nostra zusammenarbeiteten. 
Goldstein stand dabei unter dem Befehl von Albert Anastasia und Louis „Lepke“ Buchalter.
1935 wurden Goldstein und ein weiterer Auftragsmörder namens Harry Strauss wegen des Mordes an Joseph Amberg sowie des Mordes an Morris Kessler angeklagt und vor Gericht gestellt. Das Verfahren wurde jedoch eingestellt, nachdem sechs Zeugen nicht mehr in der Lage waren, die beiden Angeklagten als Täter zu identifizieren.

### Das Ende
Nach der Verhaftung seines Jugendfreundes Abe Reles, eines weiteren Auftragsmörders der Murder, Inc., und dessen Kooperation mit dem Staatsanwalt des Distrikts Thomas E. Dewey, wurde Goldstein 1940 verhaftet und vor Gericht gestellt. Auf Grund der Aussagen von Reles und Seymour Magoon verurteilte man Goldstein und dessen Komplizen Harry Strauss wegen des Mordes an Irving Feinstein zum Tode. Als der New Yorker Richter Fitzgerald dem Angeklagten Goldstein die Möglichkeit eines Schlusswortes eröffnete, fügte dieser hinzu:

„Bevor ich sterbe, gibt es eine Sache, die ich noch gerne machen würde. Ich würde Ihnen gerne ans Bein pissen Richter.“

Goldstein wurde am 12. Juni 1941 kurz vor Mitternacht im Sing-Sing-Gefängnis auf dem elektrischen Stuhl hingerichtet. Am gleichen Tag vollstreckte man auch die Todesstrafe an Harry Strauss.